# Landes-le-Gaulois
Landes-le-Gaulois település Franciaországban, Loir-et-Cher megyében. Lakosainak száma 727 fő (2022. január 1.). Landes-le-Gaulois La Chapelle-Vendômoise, Françay, Herbault, Lancôme, Pray, Saint-Bohaire, Saint-Lubin-en-Vergonnois, Tourailles és Villefrancœur községekkel határos.

## Népesség
A település népességének változása:
| Lakosok száma | 596  | 568  | 589  | 648  | 729  | 739  | 750  | 742  | 740  | 727  |
|               | 1968 | 1982 | 1990 | 2006 | 2013 | 2015 | 2017 | 2019 | 2020 | 2022 |